# Thomas Spencer Wells

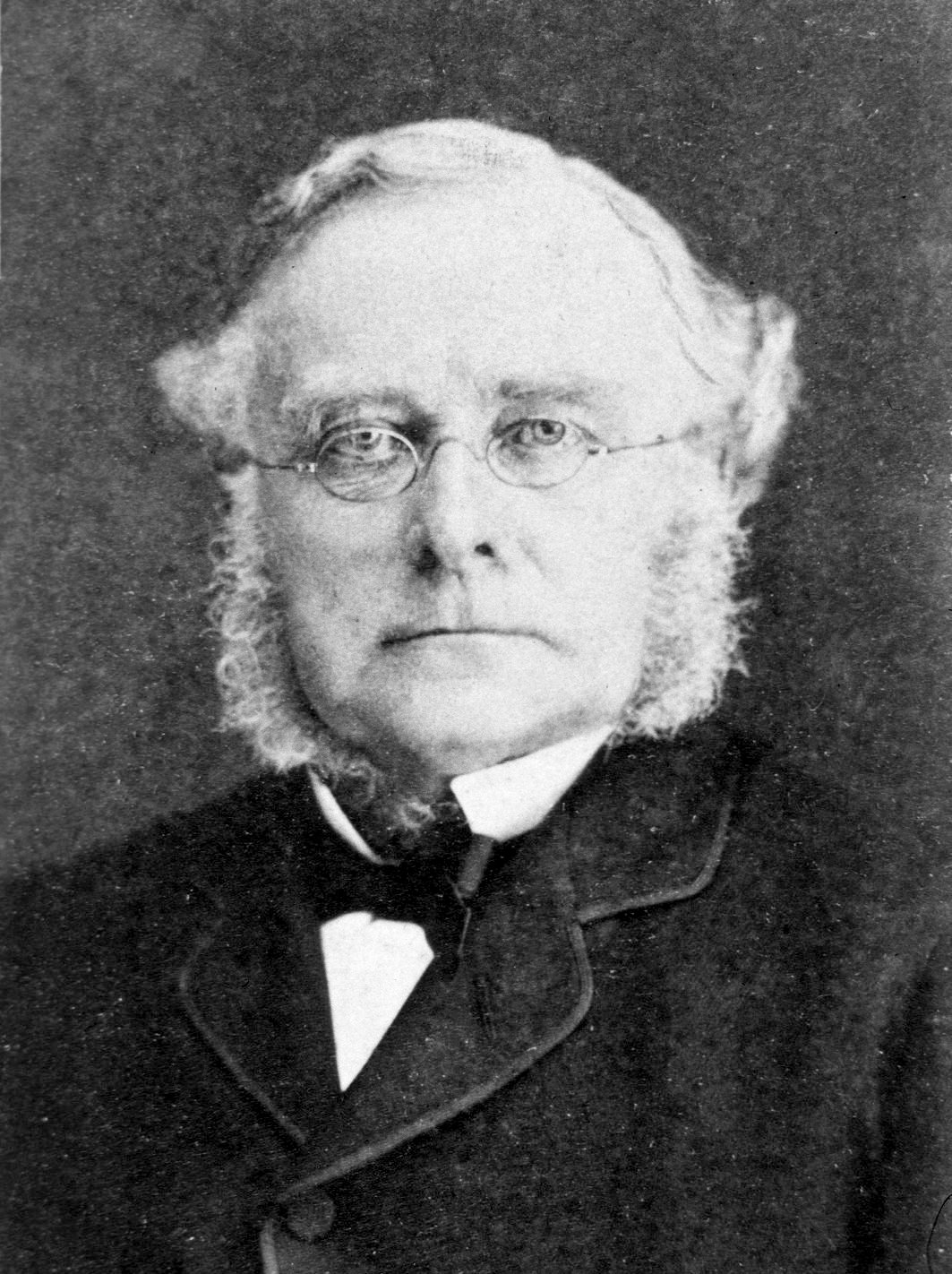
Thomas Spencer Wells.

Sir Thomas Spencer Wells, född 3 februari 1818 i St Albans, Hertfordshire, död 31 januari 1897, var en engelsk kirurg, mest känd för sina insatser inom ovariotomin.
Wells blev 1841 ledamot av Royal College of Surgeons, tjänstgjorde därefter några år som läkare vid engelska flottan samt bosatte sig 1853 i London, där han 1854 utsågs till kirurg vid ett litet, för kvinnosjukdomar avsett sjukhus. Under Krimkriget verkade han som kirurg bland annat vid det engelska civilsjukhuset i Smyrna. Efter att han utnämnts till Surgeon to the Queen’s Household, erhöll han 1883 baronetvärdigheten.
I december 1857 gjorde han sin första ovariotomi, men med dödlig utgång. Följande år utförde han en dylik operation, som ledde till hälsa, och denna jämte flera efterföljande, vilka likaledes förlöpte lyckligt, föranledde andra kirurger att återuppta denna då tämligen övergivna operation. Inom få år ingav han genom sina lyckade resultat ett så stort förtroende för ovariotomin, att inte bara en mängd patienter sändes till honom för att undergå densamma, utan kirurger från alla länder kom till London för att hos honom studera operationen. Från att ha varit en operation, som dittills endast i enstaka fall och med tämligen tvivelaktig framgång utförts, blev ovariotomi, väsentligen enligt de av Wells uppställda reglerna, en allmänt använd operation.